# Pseudocalanus feildeni
Pseudocalanus feildeni is een eenoogkreeftjessoort uit de familie van de Clausocalanidae. De wetenschappelijke naam van de soort is voor het eerst geldig gepubliceerd in 1878 door Norman.